# Antonello de Saliba
Antonello de Saliba ou Antonio da Saliba (Messine vers 1466 – vers 1535) est un peintre italien de la Renaissance.

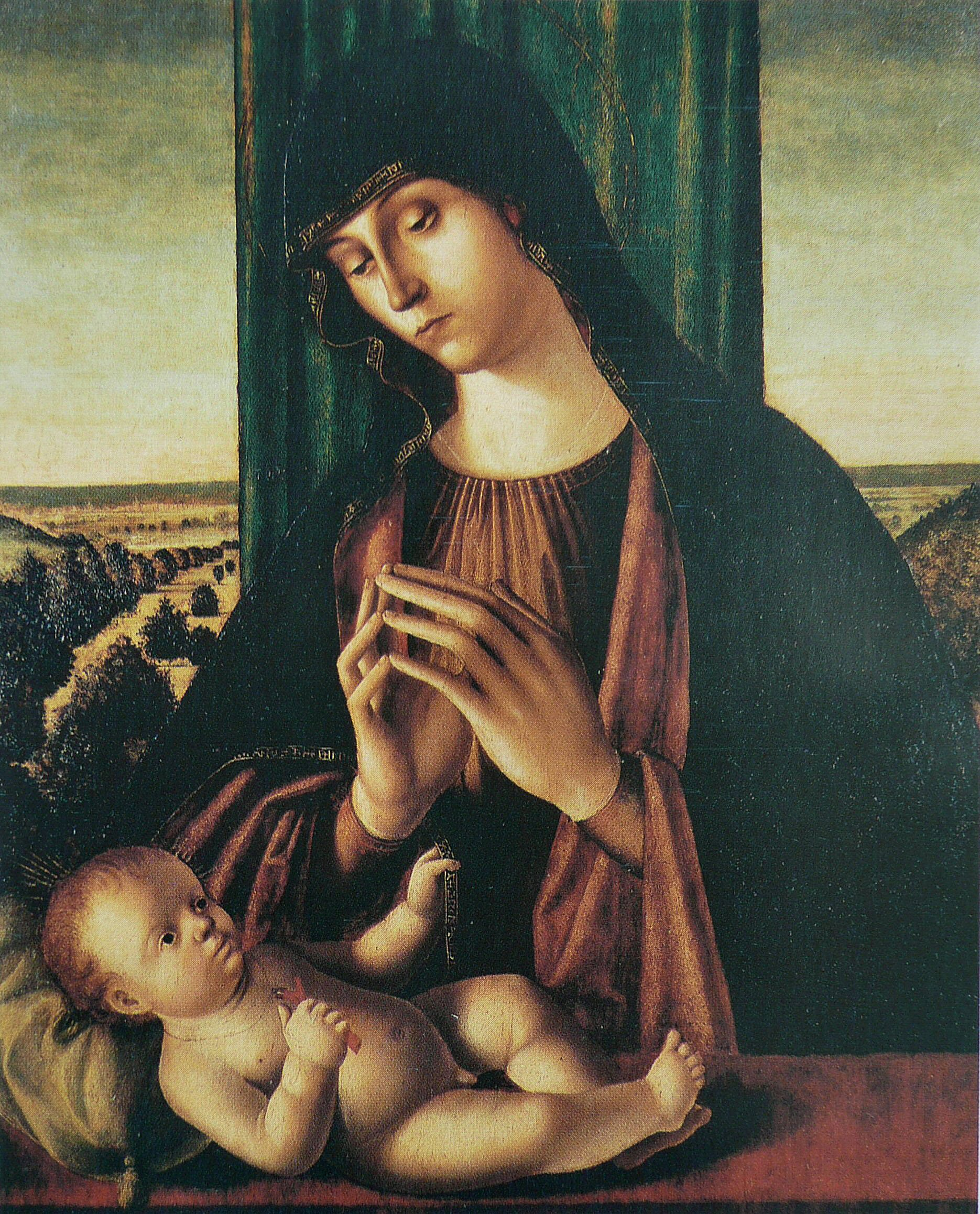
Vierge adorant l'Enfant.

## Biographie
Antonello de Saliba est né vers 1466 et il est le fils d'un beau-frère d'Antonello de Messine.
Avec son frère Pietro il est apprenti dans l'atelier d'Antonello da Messina dirigé après la mort du maître par son fils Jacobello. Sa formation est influencée par les œuvres d'Antonello.
On lui attribue une longue période de travail en Vénétie à la suite d'Antonello où il est probablement accompagné par son cousin Jacobello, justifiant ainsi les marques belliniennes présentes dans ses œuvres. Sa présence en Italie centrale est aussi envisagée car il présente aussi des marques melozziennes.
En 1497, il est de nouveau documenté à Messine où des documents et des œuvres signés en attestent l'activité pendant une quarantaine d'années.
Dans sa production plutôt discontinue, surtout dans la fin de sa période par la présence d'aides, on note des polyptyques réalisés avec la collaboration, pour les boiseries, de son père ciseleur, probablement déjà collaborateur d'Antonello de Messine.
Il meurt vers l'an 1535.

## Œuvres
- Annonciation, 1480-1490, bois, 47 × 34 cm, Gallerie dell'Accademia de Venise. Copie de l'Annonciation d'Antonello de Messine conservée à la Galerie régionale de Sicile[2]
- Vierge adorant l'Enfant, Musée Jacquemart-André, Paris ;
- Vierge à l'Enfant (1490), Académie Carrara, Bergame ;
- Saint Sébastien, Gemäldegalerie, Berlin;
- Portrait d'un procureur vénitien, Gemäldegalerie, Berlin ;
- Saint Jérôme (attribution), Gemäldegalerie, Berlin ;
- Vierge à l'Enfant (détruit en 1945), anciennement au Kaiser-Friedrich-Museum ;
- Vierge trônant avec l'Enfant (1518), Museo Provinciale, Catanzaro ;
- Jésus-Christ sur la Croix, Institute of Art, Détroit ;
- Vierge à l'enfant et le chœur de Saint-Jean, Sheldon Memorial Art Gallery and Sculpture Garden, University of Nebraska-Lincoln ;
- Crucifixion (1490 – 1500), Victoria & Albert Museum, Londres ;
- Vierge à l'Enfant, la Résurrection du Christ et des Saints (1530), polyptyque, église San Giorgio, Monforte San Giorgio ;
- Portrait d'un homme, musée des Beaux-Arts Pouchkine, Moscou :
- Vierge à l'Enfant, Metropolitan Museum of Art, New York ;
- Vierge trônant avec l'Enfant, Museo Civico, Spolète ;
- Jésus-Christ au Tombeau, Palais ducal, Venise ;
- Vierge à l'Enfant, Musée régional de Messine.

## Sources
- (it) Cet article est partiellement ou en totalité issu de l’article de Wikipédia en italien intitulé « Antonio di Saliba » (voir la liste des auteurs).
- (it) Felice Dell'Utri, Cento pittori siciliani del passata, inediti o poco conosciuti, Lussografica-Caltanissetta, 2009.
- (de) Kindlers Malereilexikon, Kindler Verlag AG, Zürich 1964-1971.